# Malukui denevérpapagáj
A malukui denevérpapagáj (Loriculus amabilis) a madarak osztályának papagájalakúak (Psittaciformes) rendjébe és a szakállaspapagáj-félék (Psittaculidae) családjába tartozó faj.

## Rendszerezése
A fajt Alfred Russel Wallace brit természettudós írta le 1862-ben.

## Alfajai
- Loriculus amabilis amabilis (Wallace, 1862)
- Loriculus amabilis ruber (A. B. Meyer & Wiglesworth, 1896)
- Loriculus amabilis sclateri (Wallace, 1863) - az újabb rendszerek Sula-szigeteki denevérpapagáj (Loriculus sclateri) néven különálló fajként különítik el  [2]

## Előfordulása
Indonéziához tartozó Maluku-szigetek területén honos. Természetes élőhelyei a szubtrópusi és trópusi síkvidéki esőerdők,  mangroveerdők és cserjések, valamint ültetvények.

## Megjelenése
Testhossza 11 centiméter, testtömege 25-38 gramm.

## Életmódja
Tápláléka, gyümölcsökből, bogyókból, nektárból és pollenekből áll.

## Természetvédelmi helyzete
Az elterjedési területe korlátozott, egyedszáma viszont stabil. A Természetvédelmi Világszövetség Vörös listáján nem fenyegetett fajként szerepel.